# Chun Doo-hwan

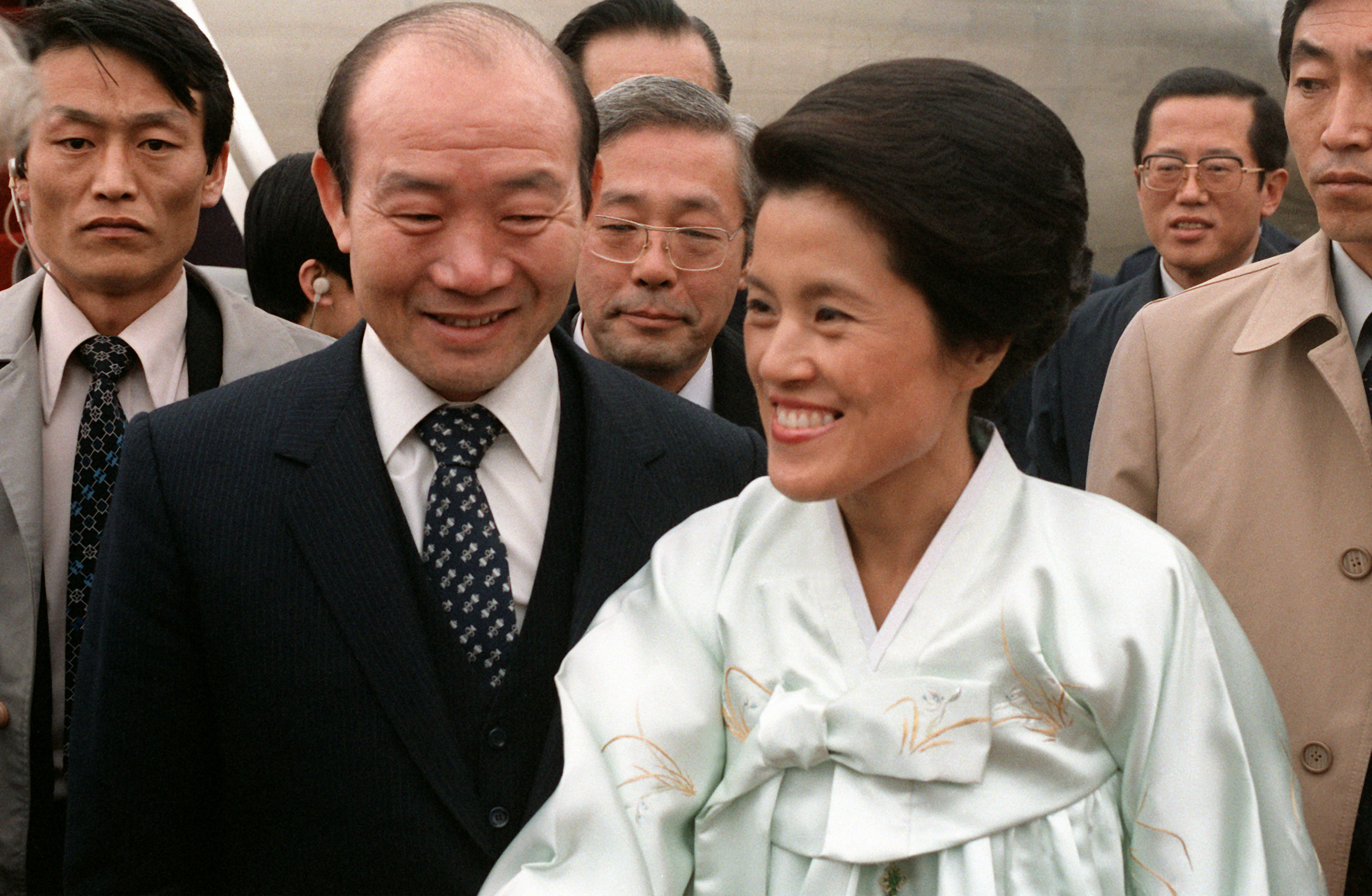
President Chun en zijn vrouw Lee Soon-ja bij het vertrek uit Washington DC (februari 1981)

Chun Doo-hwan (Koreaans: 전두환) (Hapcheon, Japans Korea, 18 januari 1931 – Seoel, 23 november 2021) was na een staatsgreep in 1980 aan de macht als 5e president van Zuid-Korea. Hij regeerde tot 1988.

## Opleiding en militaire carrière
Chun werd geboren op 18 januari 1931 in Yul-Gok Myeon, een klein boerendorp in de provincie Gyeongsangnam-do in het zuidoosten van Korea. Hij was de vierde zoon uit een gezin van 10 kinderen. Zijn twee oudste broers kwamen om bij een ongeval toen hij nog een baby was. Omstreeks 1936 verhuisde het gezin naar Daegu. In 1951 rondde hij zijn middelbare school af en werd hij toegelaten tot de Koreaanse Militaire Academie (KMA). Hier studeerde hij in februari 1955 af met de rang van tweede luitenant. Later volgde hij een opleiding in de Verenigde Staten met de focus op guerrillatactieken en psychologische oorlogsvoering. In 1958 huwde hij met Lee Soon-ja, de dochter van de KMA-commandant tijdens zijn studietijd.
Chun, inmiddels bevorderd tot kapitein, leidde een demonstratie bij de KMA om steun te betuigen aan de staatsgreep van Park Chung-hee op 16 mei 1961. Dit viel op en Chun kwam op een positie dicht bij Park. Promoties volgden en Chun werd in 1963 directeur personeelszaken bij de Koreaanse geheime dienst (KCIA). In 1969 was hij een belangrijke adviseur van de stafchef van het Zuid-Koreaanse leger. In 1970 vertrok hij naar Vietnam en nam deel tot in 1971 deel aan de Vietnamoorlog. Bij zijn terugkeer kreeg hij diverse belangrijke militaire onderdelen onder zijn bevel en in 1976 werd hij plaatsvervangend hoofd van de presidentiële veiligheidsdienst. In 1978 werd hij commandant van de 1e Infanteriedivisie.

## Coup
Op 26 oktober 1979 werd Koreaanse president Park Chung-hee tijdens vermoord door Kim Jae-kyu, de directeur van de KCIA. Premier Choi Kyu-ha nam zijn functie over als waarnemend president. Chun werd aangesteld als hoofd van het onderzoek naar de moord van Park. Chun zag de KCIA als schuldige en zorgde dat de KCIA onder hem kwam te staan. Op 12 december 1979 gaf Chun het bevel de stafchef van het leger Jeong Seung-hwa te arresteren, hij zou betrokken zijn bij een complot om de president te vermoorden. President Choi wist hier niets van. De arrestatie verliep verre van vlekkeloos, maar Chun had de volgende dag toch de leiding over het leger stevig in handen.
De regering van Choi Kyu-ha ging ogenschijnlijk gewoon door. Na het strenge regime onder Park zagen werknemers en studenten kans hun ongenoegen te uitten over de gang van zaken in het land. Veel protesten volgden met veel onrust als resultaat. Op 17 mei 1980 kwamen de leden van het kabinet bij elkaar en ze werden ontvangen door gewapende militairen. Geïntimideerd door Chun stemden de leden van het kabinet in met het uitroepen van de staat van beleg en dienden hun ontslag in. Chun kreeg zo de macht in handen. Demonstraties tegen zijn regime in dezelfde maand in Gwangju werden bloedig neergeslagen.
Op 31 mei werd een speciaal comité opgericht, de Special Committee for National Security Measures (SCNSM). De comité bestond uit 30 personen, waarvan 18 militairen, en stond onder leiding van Chun. Zij hadden de macht daadwerkelijk in handen. Om zijn machtpositie te verbeteren startte Chun een grote actie, corrupte politici, ambtenaren en leden van de KCIA werden aangeklaagd of ontslagen, de media werd gecensureerd, hoge bestuurders bij staatsbedrijven en banken werden uit hun functie ontheven en studenten en leden van de vakbond werden gearresteerd omdat zij een dreiging voor het nieuwe regime vormden. Critici werden monddood gemaakt en op de vrijgekomen bestuursfuncties kwamen mensen die positief stonden tegenover het nieuwe regime.
In augustus 1980 legde Choe Gyuha zijn functie als president neer, zijn rol was volledig uitgehold. Chun volgde hem per 1 september op. Op 17 oktober werden alle politieke partijen verboden, maar in januari 1981 richtte hij zijn eigen partij op, Democratic Justice Party. De grondwet werd herschreven, deze werd minder stringent dan die van Park, maar de macht bleef bij de president. De president kreeg een termijn van zeven jaar zonder de mogelijkheid van een tweede termijn. In 1981 won hij de presidentsverkiezingen met een grote meerderheid.

## Beleid
Zijn voorganger Choe Gyuha had begin 1980 een aantal belangrijke economische maatregelen genomen waaronder de devaluatie van de Zuid-Koreaanse won. Chun liet het economisch team intact, hij had zelf weinig kennis van financieel-economische vraagstukken, om het ingezette beleid te continueren. Naast de tekorten op de handelsbalans, kampte het land met een groot begrotingstekort, een zeer hoge geldgroei en stegen de loonkosten sterk. Het beleid werkte goed, zo daalde het begrotingstekort van 4,7% in 1981 naar 1,4% in 1984, maar het bruto nationaal product daalde met 5,2% in 1980. In 1981 was er sprake van een herstel met een groei van 6,2%, maar per saldo was het land economisch niet vooruitgegaan in die twee jaren. Op 9 oktober 1983 overleefde Chun een bomaanslag op een Zuid-Koreaanse regeringsdelegatie in Rangoon, Myanmar. Hierbij kwamen vier ministers om en verder veel belangrijke economen. Noord-Korea zat achter de aanslag. Op 1 september 1983 werd Korean Air-vlucht 007 boven het grondgebied van de Sovjet-Unie neergeschoten met 269 slachtoffers tot gevolg.
Corruptie bleef een groot probleem in Zuid-Korea ondanks de straffe maatregelen die Chun had genomen tegen corrupte ambtenaren en politici aan het begin van zijn regime. Na de aanslag in Rangoon werd een fonds, Ilhae, opgericht voor de slachtoffers. Bedrijven werden om bijdragen gevraagd, deze waren in naam vrijwillig maar kwamen in feite neer op afpersing. Er waren veel meer van dit soort fondsen en ze haalden, op basis van conservatieve schattingen, zo'n US$ 4 à 5 miljard op aan bijdragen in de acht jaren dat Chun regeerde. Met een minimum aan toezicht door parlement of toezichthouders werd het geld gebruikt voor prestigeprojecten of verdween in de zakken van de politici. Zijn vrouw, Lee Soon-ja, richtte Saesaedae op, een fonds voor goede doelen, maar het geld werd voornamelijk gebruikt voor vastgoedinvesteringen.
In de aanloop naar de verkiezingen waren er veel onlusten in het land. Tijdens de Olympische Spelen was het relatief rustig omdat de ogen van de wereld op het land waren gericht. Roh Tae-woo was door de regerende partij als kandidaat genomineerd voor de verkiezingen. Op 29 juni 1987 hield hij een belangrijke redevoering, hij beloofde directe presidentverkiezingen, vermindering van de censuur, de vrijlating van politieke gevangenen en het einde van allerlei belemmeringen gericht op de leden van de oppositie, waaronder die van de oppositieleider Kim Dae-jung. De speech werd gezien als het einde van de militaire dictatuur en leidde tot een euforische stemming in het land. De rol van Chun was uitgespeeld al bleef hij aan tot de laatste dag van zijn termijn, 14 februari 1988.

## Nasleep
Chun werd in 1996 wegens hoogverraad en zijn betrokkenheid bij het bloedbad van Gwangju ter dood veroordeeld, een straf die in hoger beroep werd omgezet in een levenslange gevangenisstraf. Het jaar erop verleende president Kim Young-sam hem gratie. Chun leed voor zijn overlijden al enige jaren aan kanker en dementie. Hij overleed op 23 november 2021 aan een hartaanval.